# Heihō Okugisho
Das Heihō Okugisho (jap. 兵法奥義書, dt. „Die Geheimnisse der Strategie“) ist eine mittelalterliche japanische Schrift über militärische Strategie. Das Werk wurde von Yamamoto Kansuke verfasst und innerhalb der Familie tradiert. Im Jahr 1804 wurden die Aufzeichnungen erstmals in Japan unter dem Titel Heihō Hidensho (兵法秘伝書, dt. „Geheime Überlieferung der Strategie“) veröffentlicht.

## Inhalt
Die Schrift behandelt militärische Strategien und strategische Techniken im Allgemeinen, aber auch spezielle Techniken, Taktiken und Aspekte, die in der Schlacht von Kriegern benutzt werden können. Das Werk gliedert sich neben dem Vorwort in fünf Schriftrollen (maki; deutsche Kapitelüberschrift in Klammern), dem ganryu no maki („Bedeutung der Strategie“), zu no maki („Erklärungen und Illustrationen“), jinri no maki („Körper, Verstand und Geist“), chiri no maki („Kenntnis des Geländes“) und tenri no maki („Kenntnis der Naturzyklen“).
In der Schriftrolle ganryu no maki behandelt der Autor die Frage was Strategie ist. Im Teil zu no maki  werden Techniken für den Kampf illustriert erklärt. Der Teil jinri no maki behandelt verschiedene grundlegenden strategische Vorgehensweisen, Aspekte des Geistes und der Kontrolle. Die Rolle chiri no maki befasst sich mit den Vor- und Nachteilen verschiedener Terrains für einen Kampf. Die letzte Rolle tenri no maki beschreibt die Abhängigkeit der Menschen von den natürlichen Gegebenheiten, wie z. B. Schnee, Blitz oder Jahreszeiten.